# William Penn
William Penn (14. října 1644 Londýn – 30. července 1718 Berkshire) byl kvakerský vůdce, bojovník za svobodu vyznání a zakladatel Pensylvánie.
William Penn byl synem anglického admirála a politika téhož jména. William Penn starší (1621–1670) zasedal po deset let v Dolní sněmovně. Král Karel II. mu dlužil velkou sumu peněz. Dluh splatil tím, že Pennovi mladšímu, který se stal kvakerem, dal do správy velké území v Americe. Do Ameriky Penn připlul 29. října 1682. Chtěl darované území nazvat Sylvania, ale král navrhl, aby se jmenovalo Penn-Sylvania, aby se v názvu objevilo i jeho jméno. Pensylvánie se stala útočištěm kvakerů a ostrovem náboženské tolerance mezi ostatními koloniemi.

## Dílo
Roku 1693 napsal esej o udržení míru v Evropě: An Essay Towards the Present and Future Peace for Europe (Esej o současném a budoucím míru v Evropě). V ní navrhl zřízení evropského parlamentu se státy zastoupenými podle velikosti, který by rozhodoval tříčtvrtinovou většinou, a to pouze o záležitostech míru a bezpečnosti; rozhodnutí by mohla být vynucena vojensky.

## Osobní život
Pennovou první ženou byla Gulielmas Marias Posthumas Springetts (1644–1694). Měli spolu osm dětí, tři syny a pět dcer. Dva roky po smrti své první ženy se oženil podruhé, s Hannah Margaret Callowhill (1671–1726). Hannah bylo 25 let a Pennovi 52. Během dvanácti let se jim narodilo dalších osm dětí (první dvě zemřely v útlém dětském věku).
Prezident USA Ronald Reagan 28. listopadu 1984 prezidentským prohlášením 5284 (schváleným aktem Kongresu) jmenoval posmrtně Williama Penna a jeho druhou manželku Hannah Callowhill Penn čestnými občany Spojených států.
Americká herečka Meryl Streepová je vzdáleným potomkem Williama Penna.